# Nyctopais mysticus
Nyctopais mysticus là một loài bọ cánh cứng trong họ Cerambycidae.